# Máy sấy tóc

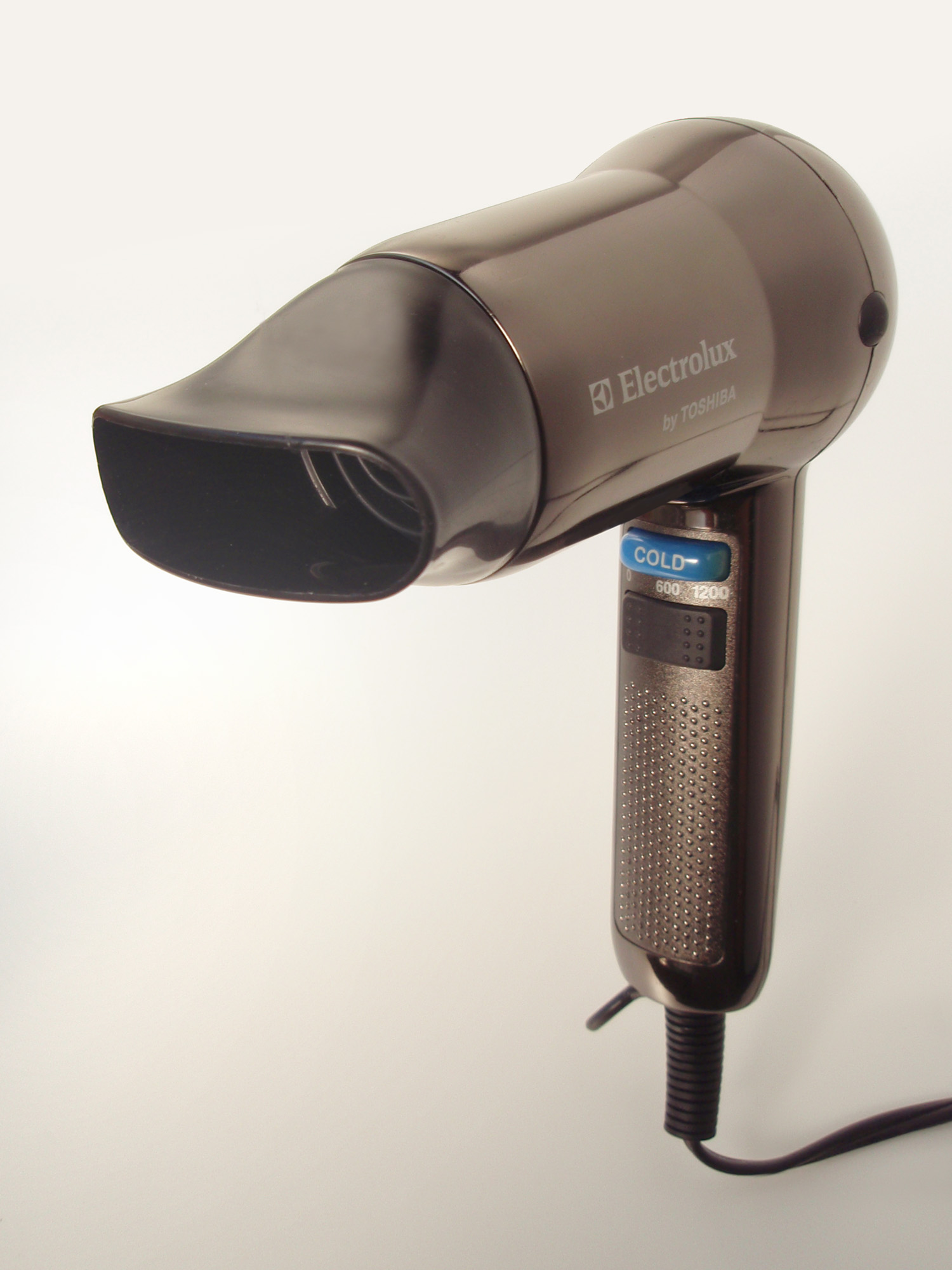
Một máy sấy tóc hiện đại.

Máy sấy tóc là một dụng cụ cơ điện dùng để thổi những luồng hơi nóng hoặc mát vào các mái tóc ẩm ướt với tác dụng đẩy mạnh quá trình bốc hơi phần nước bám trên tóc và giúp làm chóng khô tóc.

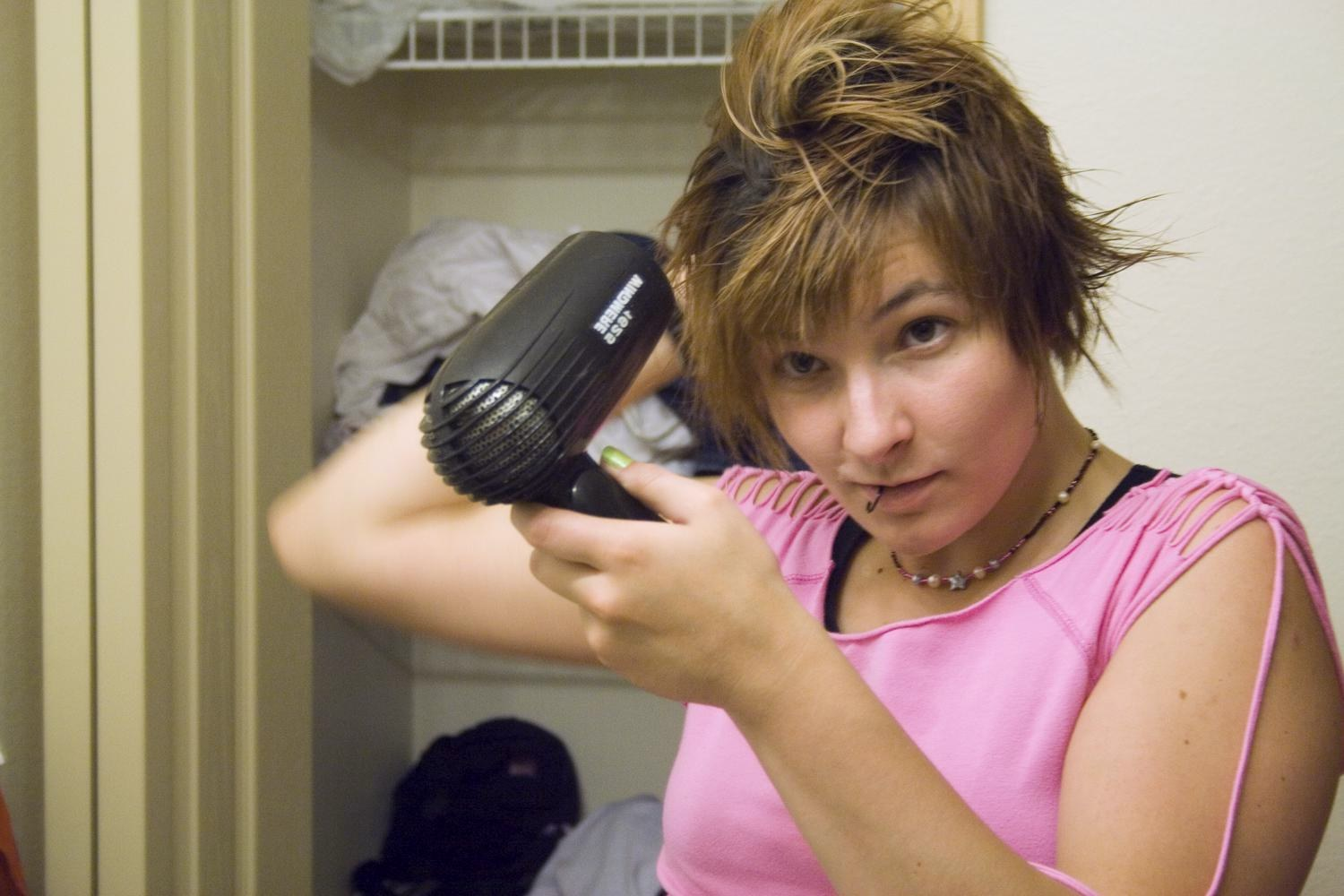
Một phụ nữ đang sử dụng máy sấy tóc.

Máy sấy tóc cũng là một công cụ giúp điều chỉnh một cách hiệu quả hình dạng và kiểu tóc bằng cách đẩy nhanh quá trình hình thành liên kết hiđrô trong mỗi sợi tóc. Những liên kết này rất mạnh - thậm chí còn giúp định hình kiểu tóc tốt hơn các liên kết lưu huỳnh trong việc uốn tóc cho làn sóng giữ được lâu - tuy nhiên chúng chỉ tồn tại tạm thời và rất dễ bị tổn hại do sự ẩm ướt. Tức là, những liên kết biến mất chỉ sau một lần dội nước lên tóc.
Những kiểu tóc tạo ra sau khi sử dụng máy sấy tóc thường có nhiều làn nếp và rất khó bị mất nếp, điều này còn có thể được phát huy bằng cách dùng những sản phẩm tạo kiểu tóc và các bàn chải tóc trong quá trình sấy nhằm tạo lực căng, lực kéo và lực nâng.
Máy sấy tóc được phát minh vào khoảng cuối thế kỷ thứ 19. Những chiếc máy đầu tiên được chế tạo bởi Alexander Godefroy vào thập niên 1890 trong thẩm mỹ viện của ông ở Pháp. Các loại máy sấy tóc nhỏ gọn cầm tay xuất hiện lần đầu vào năm 1920. Hiện nay máy sấy tóc được sử dụng bởi các chuyên gia tạo mẫu tóc ở các thẩm mỹ viện lẫn những người tiêu dùng thông thường tại nhà.

## Công năng
Phần lớn các máy sấy tóc sử dụng một cuộn dây dẫn có điện trở lớn nhằm tỏa nhiệt nhiều và nhanh khi có dòng điện chạy qua. Một chiếc quạt sẽ dẫn không khí chung quanh chạy qua cuộn dây nóng, nhờ đó làm nóng dòng khí và lượng khí nóng này sẽ được thổi vào tóc để làm khô tóc. Bộ phận gia nhiệt bằng điện trong phần lớn các máy sấy tóc là một cuộn dây nicrôm trần quấn xung quanh một thanh mica cách điện. Nicrôm được dùng làm bộ phận gia nhiệt vì nó vừa có điện trở suất cao và vừa không bị oxy hóa khi bị nung nóng.
Xét về những mẫu máy sấy tóc hiện đại, một khảo sát vào năm 2007 cho thấy phần lớn máy sấy tóc có bộ phận gia nhiệt làm bằng gốm do khả năng nóng lên rất nhanh của loại vật liệu này. Tức là bộ phận gia nhiệt sẽ tốn ít thời gian hơn trong việc làm nóng và vì vậy thời gian sấy khô tóc cũng sẽ giảm đi. Tuy nhiên phần nhiều máy sấy tóc cũng có thêm chức năng "sấy lạnh"; tức là bộ phận gia nhiệt sẽ không hoạt động và máy chỉ thổi vào tóc luồng khí có nhiệt độ bằng với nhiệt độ xung quanh. Chức năng này rất hữu dụng trong việc giữ nếp tóc, giảm sự uốn quăn tóc và làm tăng độ sáng bóng của tóc. Một số khác có chức năng hoạt động "ion" nhằm làm giảm lượng tĩnh điện tích tụ trong tóc. Những nhà sản xuất cũng cho rằng điều này sẽ giúp tóc mượt mà hơn và một số nhà tạo mẫu tóc còn đánh giá rằng việc ứng dụng công nghệ ion là một trong những buốc đột phá quan trọng nhất trong ngành công nghiệp thẩm mỹ.
Có nhiều phụ tùng có thể được lắp đặt trên một máy sấy tóc. Các phụ tùng bao gồm một thiết bị khuếch tán, một thiết bị tập trung dòng khí, và một vòi chải tóc. Thiết bị khuếch tán thường được dùng cho tóc mảnh, mang màu sắc, quăn tự nhiên hoặc quăn do được uốn. Thiết bị này sẽ khuếch tán đều nhiệt lượng sao cho tóc khô chậm hơn và nhiệt độ sấy tóc bớt khắc nghiệt hơn, vì vậy tóc đỡ bị uốn và trông dày hơn. Còn thiết bị tập trung dòng khí thì thực hiện điều ngược lại: làm đầu phun khí của máy sấy tóc trở nên nhỏ hẹp hơn và vì vậy giúp tập trung dòng khí nóng, làm khô tóc nhanh hơn. Vòi chải tóc cũng giống như thiết bị tập trung dòng khí, tuy nhiên đầu phun khí của nó có hình dạng giống như một chiếc bàn chải tóc với những hàng răng lược, điều này giúp người sử dụng máy sấy có thể vừa sấy vừa chải tóc mà không cần dùng lược hay bàn chải.

## Lịch sử

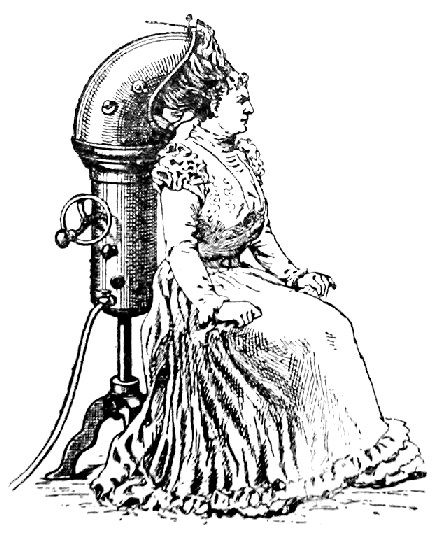
Một máy sấy tóc mẫu sơ khai.

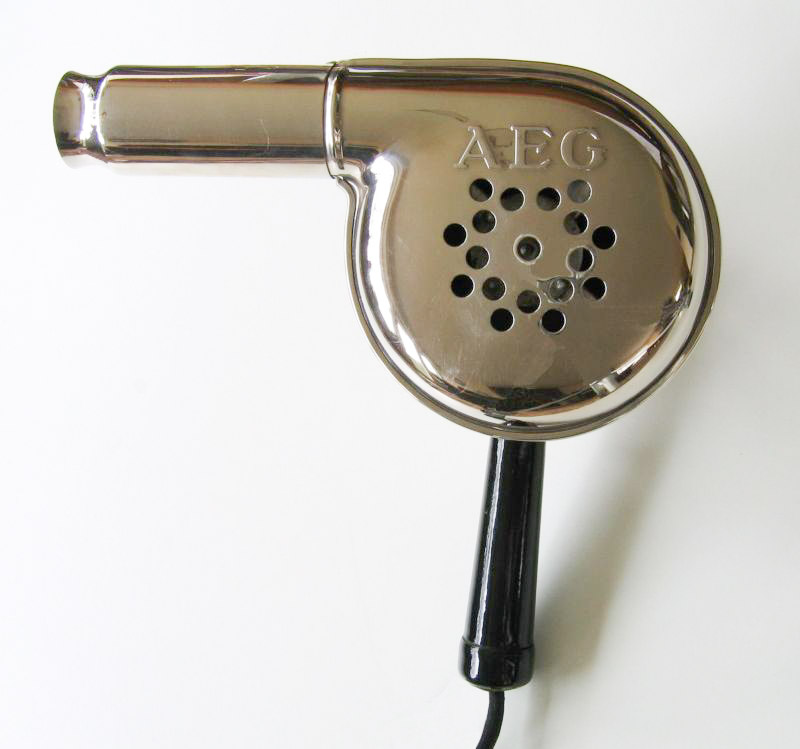
Máy sấy tóc cầm tay do hãng AEG sản xuất khoảng năm 1935

Trước khi máy sấy tóc ra đời, thông thường người ta thường "sấy" khô tóc bằng một thiết bị tương tự là máy hút bụi. Thực ra, mẫu máy sấy tóc đầu tiên do Alexandre Goldefroy phát minh vào năm 1890 đã lấy cảm hứng từ những chiếc máy hút bụi. Những chiếc máy của Alexandre được sử dụng trong các tiệm làm tóc của ông tại Pháp; chúng to và nặng đến mức không thể xách tay hay cầm bằng tay được mà người sử dụng phải ngồi bên dưới nó. Mãi đến thập niên 1920 những chiếc máy sấy tóc nhỏ gọn cầm tay mới xuất hiện trên thị trường nhờ vào những cải tiến của Công ty Racine Universal Motor Hoa Kỳ và Tập đoàn Hamilton Beach. Tuy nhiên đến tận lúc này những chiếc máy sấy tóc cầm tay vẫn rất nặng (gần 2 lbs) và khó sử dụng, nhiều khi gây ra nhiều trường hợp tai nạn do điện giật hay do sự quá nhiệt. Và thời gian sấy khô tóc của các máy này rất lâu vì chúng chỉ có thể sử dụng các động cơ công suất 100 oát, so với các máy sấy hiện nay có công suất lên đến 2 nghìn oát.
Từ thập niên 1920, việc phát triển của máy sấy tóc chủ yếu tập trung vào việc cải thiện công suất máy, "ngoại hình" máy và vật liệu cấu tạo nên máy. Thật ra, nguyên lý của máy không trải qua sự thay đổi nào lớn lao từ ngày nó ra đời. Một hướng cải tiến quan trọng đó chính là thay đổi vật liệu từ kim loại sang chất dẻo nhằm giảm khối lượng máy. Thập niên 1960 đánh dấu một bước tiến lớn của việc phát triển máy sấy tóc: sự ra đời của động cơ điện loại tốt hơn và sự cải tiến của chất dẻo. Một thay đổi quan trọng khác xảy ra vào năm 1954 khi công ty GEC thay đổi thiết kế của máy khiến động cơ nằm sâu phía trong vỏ bọc. Đồng thời, việc tăng cường các cơ chế an toàn cho máy cũng trở nên quan trọng, nhất là từ thập niên 1990 Ủy ban An toàn Hàng tiêu dùng đã ban hành những quy tắc về tính an toàn cho máy sấy tóc. Từ năm 1991, Ủy ban đã ủy quyền bởi luật pháp Hoa Kỳ rằng tất cả những máy sấy buộc phải trang bị một thiết bị ngắt mạch để đề phòng người sử dụng bị điện giật khi máy bị ẩm ướt. Từ năm 2000 số người tử vong do điện giật khi sử dụng máy sấy tóc giảm xuống dưới 4 người/năm (so với hàng trăm người/năm vào giữa thế kỷ XX). Xét về mặt sức khỏe, máy sấy tóc ngày nay cũng là một công cụ hiệu quả để chống chấy rận trên tóc. Nhìn chung, kích thước, khối lượng, vẻ ngoài và cường độ tiếng ồn do máy gây ra đã trải qua những thay đổi rất lớn lao: từ một cái máy cồng kềnh ồn ào ở đầu thế kỷ XX nó đã chuyển biến thành một chiếc máy thuôn gọn với phần lớn vật liệu là chất dẻo vào thời điểm hiện nay.
Ngoài loại máy sấy tóc cầm tay thông dụng ngày nay, còn hai loại máy sấy tóc chính khác: máy sấy tóc có mũ trùm đầu và máy sấy tóc có mũ trùm đầu cố định. Loại thứ nhất ra đời vào năm 1951, hoạt động bằng cách nối đầu một chiếc ống dài vào miệng của máy sấy (máy sấy thường nằm trong một chiếc hộp xách tay nhỏ) còn đầu kia nối vào một chiếc phễu có hình mũ trùm đầu. "Chiếc mũ" này sẽ được đặt trùm lên đầu người sử dụng nhằm giúp cho toàn bộ phần đầu của người dùng có thể nhận được nhiệt lượng phát ra từ máy. Loại thứ hai cũng xuất hiện vào thập niên 1950 - nó là loại máy sấy tóc thường thấy trong các thẩm mỹ viện hay tiệm làm tóc. Nó có một chiếc "mũ" rất lớn bằng chất dẻo có thể được đặt trùm lên đầu của khách hàng: như vậy nguyên lý hoạt động của loại thứ hai cũng giống như loại thứ nhất nhưng công suất của loại thứ hai lớn hơn nhiều.